# Rick Astley
Richard Paul Astley (Newton-le-Willows, 6 de fevereiro de 1966) é um cantor, compositor, e personalidade do rádio inglês. Sua canção mais popular "Never Gonna Give You Up" deu origem ao fenômeno da internet Rickroll.

## Biografia
Uma das sensações pop do eclético período entre as décadas de 80 e 90, Rick Astley começou sua carreira em 1985 influenciado pelo soul e pela disco music. Ele era baterista de um grupo de soul chamado FBI, quando foi descoberto pelo produtor musical Peter Waterman, que o convenceu a se mudar para Londres. Devido ao timbre "soulful" de sua voz, durante muito tempo as pessoas acharam que Rick era negro e que ele apenas se limitava a fazer dublagens de suas canções nos videoclipes que fazia. O encarregado por desfazer essas falsas acusações foi seu irmão Mark Astley.
Rick Astley alcançou o topo das paradas de sucesso com o single "Never Gonna Give You Up", que o deixou internacionalmente conhecido, aos 21 anos, em 1987. O single foi o mais vendido no Reino Unido naquele ano e Rick foi o segundo cantor mais jovem do Reino Unido a emplacar um single de estreia em primeiro lugar. O primeiro a conseguir tal feito foi George Michael aos 20 anos, em 1984, com "Careless Whisper". Seu álbum de estreia, intitulado Whenever You Need Somebody, o qual continha "Never Gonna Give You Up" também chegou ao número 1 das paradas britânicas e, no ano seguinte, em 12 de Março de 1988 o álbum chegou ao topo das paradas norte-americanas ao mesmo tempo em que outro single "Together Forever" conquistava o primeiro lugar. Segundo a RIAA - (Recording Industry Association of America) - Whenever You Need Somebody vendeu, ao todo, mais de 2 milhões de cópias.
No ano seguinte, 1988, Rick lança Hold Me in Your Arms, álbum que continha as canções "She Wants To Dance With Me", "Dial My Number", "Take Me To Your Heart" e o single de maior sucesso, "Hold Me In Your Arms" que batizou o disco. Logo após, em fins dos anos 80, Rick se separou de seus produtores Michael Stock, Matt Aitken e Pete Waterman, responsáveis pelo descobrimento de artistas pop e dance, como Kylie Minogue, Bananarama, Samantha Fox e Jason Donovan e que o produziam desde o início de sua carreira. 
Em 1989, Rick foi indicado ao Grammy Award na categoria Melhor Novo Artista do Ano, mas perdeu o prêmio para Tracy Chapman. Após dois álbuns de muito sucesso, na Europa e Estados Unidos, Astley cansou da linha de produção imposta por seus produtores. Passou a compor e produzir seus próprios discos, abandonou um pouco o lado dançante e mergulhou fundo em sua verdadeira paixão musical, a soul music.
Em 1991, Rick lança seu terceiro álbum, intitulado Free (menos dance e com um ritmo mais soul), mas que não repetiu o estrondoso êxito de Whenever You Need Somebody. O álbum, porém, obteve sucesso graças a canções como "Cry For Help", "Never Knew Love" e "Behind the Smile".
Rick ficou sem lançar material inédito até 1993, quando lançou Body and Soul,  que não fez sucesso como os demais, mas que emplacou dois hits: The Ones You Love e Hopelessly. Após o lançamento de Body and Soul, Rick entrou em um hiato de quase 10 anos. Sua volta ao mundo da música deu-se em 2002 com o álbum de estúdio carregado de remixes Keep It Turned On, no qual encontra-se o hit Sleeping e Don't Ask.
Em 2005, Rick lançou Portrait, álbum no qual fez covers de seus  clássicos preferidos do soul. Portrait trouxe canções como Vincent (Starry Starry Night) de Don McLean; Close to You de Burt Bacharach, que ficou mundialmente conhecida na voz da dupla The Carpenters, e Nature Boy de Eden Ahbez.
Estima-se que Rick Astley tenha vendido mais de 40 milhões de discos (incluindo singles, álbuns e compilações).
Em 2008, Rick Astley é indicado pela primeira vez ao EMA (Europe Music Awards) da MTV, e vence na categoria Best Act Ever, embora não tenha comparecido à entrega do prêmio.
Em 2016, Rick volta a ocupar o primeiro lugar nas paradas com seu álbum "50". Astley lançou "Keep Singing", como o primeiro single do novo disco. Entrevistado por Amanda Holden no Lorraine Show, Astley explicou que estava chegando aos 50 anos e esse era o motivo de voltar a compor e gravar. Estava inspirado em contar novas histórias, com tudo que já vivenciou. Ele disse: "Foi um grande marco. Voltei ao estúdio e os amigos me disseram que o material em que estava trabalhando era muito bom. Então eu decidi continuar". O álbum reúne influencias Pop, Soul, Rock e Gospel. Logo chegou às rádios o single "Angels On My Side", tendo grande popularidade.

### Meme
Em 2007 a música "Never Gonna Give You Up" acaba se transformando em um viral incidental chamado de "Rickrolling". O meme consiste em enviar notícias falsas e absurdas para amigos, com um link para o suposto fato. Na verdade, o link leva ao clipe da música. 
Sobre o fenômeno o cantor declarou ao jornal Metro: "Acho que é uma dessas coisas estranhas que acontecem e as pessoas adotam, mas isso é que é o genial da internet".
No dia 28 de julho de 2021, a canção Never Gonna Give You Up de Rick Astley ultrapassou 1 bilhão de visualizações no YouTube.

## Discografia

### Álbuns de estúdio
- 1987 - Whenever You Need Somebody
- 1988 - Hold Me in Your Arms
- 1991 - Free
- 1993 - Body & Soul
- 2002 - Keep It Turned On
- 2005 - Portrait
- 2012 - My Red Book
- 2016 - 50
- 2018 - Beautiful Life
- 2019 - The Best Of Me
- 2023 - Are We There Yet?

### Singles
- 1987 - "Never Gonna Give You Up" /  "Whenever You Need Somebody" /  "When I Fall in Love"  / "My Arms Keep Missing You"
- 1988 - "Together Forever" /  "It Would Take a Strong Strong Man" / "She Wants to Dance with Me" /  "Take Me to Your Heart"
- 1989 - "Hold Me in Your Arms" / "Giving Up on Love" / "Ain't Too Proud to Beg"
- 1991 - "Cry for Help" / "Move Right Out" / "Never Knew Love"
- 1993 - "The Ones You Love" / "Hopelessly"
- 2001 - "Sleeping"
- 2002 - "Keep It Turned On" / "Don't Ask"
- 2010 - "Lights Out"
- 2012 - "Goodbye But Not the End"
- 2016 - "Keep Singing" / "Angels on My Side" / "Dance"
- 2018 - "Beautiful Life"
- 2019 - " Everyone Of Us"

### Coletâneas
- 2001 - Together Forever - Greatest Hits and More...  relançado em 2007.
- 2002 - Greatest Hits
- 2003 - The Best of Rick Astley - Never Gonna Give You Up
- 2004 - Love Songs
- 2004 - The Best Of (Platinum & Gold Collection)
- 2019 - The Best Of Me ( Coletâneas e versões em piano)

### Especiais e raridades
- 1989 - Original Hit Singles (4 Faixas)
- 1989 - Wonderful You (Material Promocional lançado apenas nos EUA)
- 1990 - 12" Collection (Lançado no Japão)
- 1990 - Dance Mixes (Lançado no Japão)
- 2002 - Remixes & B-Sides Vol.1 (Lançado no Brasil)
- 2002 - Remixes & B-Sides Vol.2 (Lançado no Brasil)
- 2002 - Keep It Turned On (Material Promocional)
- 2004 - 12 Inch Collection (Lançado no Japão)